# Le Baptême (Matthieu Chedid)
Pour les articles homonymes, voir Le Baptême.
Albums de 
-M-
Je dis aime
(1999)
Le Baptême est le premier album studio de Matthieu Chedid, enregistré en 1997 et sorti en 1998.

## Historique
Premier album de Matthieu Chedid ou plutôt de son alter ego de l'époque, le personnage -M-, on y découvre son univers naissant inspiré par L'Onde sensuelle : beaucoup de chansons à texte[réf. nécessaire], à l'atmosphère enfantine (Nostalgic du cool). Les basses et les guitares sont déjà bien présentes, et les chansons rythmées (Machistador, Souvenir du futur) côtoient des morceaux plus calmes (La Fleur).
-M- fait notamment découvrir cet album et ses qualités scéniques en assurant les premières parties des concerts de la tournée des Louise Attaque en 1998.
Il fait aussi des premières parties de concerts de CharlÉlie Couture au Transbordeur à Lyon. 
L’album a été vendu à 50 000 exemplaires.

### Liste des titres
| No  | Titre                          | Durée |
| --- | ------------------------------ | ----- |
| 1.  | La Fleur                       | 3:00  |
| 2.  | Le Baptême                     | 4:06  |
| 3.  | L'Amour ma thématique          | 2:50  |
| 4.  | Nostalgic du cool              | 3:41  |
| 5.  | Manque de Q                    | 3:57  |
| 6.  | Je suis une cigarette          | 3:37  |
| 7.  | La mort de l'âme               | 2:16  |
| 8.  | Pick pocket                    | 3:34  |
| 9.  | Les Acariens                   | 4:53  |
| 10. | Le Rose pourpre du cœur        | 3:14  |
| 11. | Coup de vent                   | 3:40  |
| 12. | Le temps mue                   | 3:33  |
| 13. | Machistador                    | 3:46  |
| 14. | Souviens-toi                   | 0:35  |
| 15. | Souvenir du futur              | 3:57  |
| 16. | Machistador (extended)         | 8:05  |
| 17. | Céline attendue (piste cachée) | 13:12 |